# Нахмиас, Йосеф
Йосеф Нахмиас (ивр. יוסף נחמיאס‎; 7 марта 1912, Иерусалим — 28 января 2008, Израиль) — израильский деятель органов охраны правопорядка и дипломат. Второй генеральный инспектор полиции Израиля (1958—1964), посол Израиля в Бразилии, позже генеральный директор Израильского арабского банка и заместитель генерального директора Первого международного банка Израиля.

## Биография
Родился в 1912 году в Иерусалиме в семье «чистых» сефардов, имевшей многовековую историю. С молодых лет был членом еврейской организации самообороны «Хагана». После начала Второй мировой войны, в 1941 году, по решению командования «Хаганы», пошёл добровольцем в британскую армию. Служил офицером, а затем и командиром одной из еврейских транспортных рот, принимал участие в боевых действиях в Северной Африке, а затем в Италии. Во время службы был удостоен упоминания в донесении.
В 1946 году, демобилизовавшись из британской армии в звании майора, остался в Италии, где участвовал в подготовке партий нелегальных иммигрантов в подмандатную Палестину. По возвращении в Палестину работал в государственном отделе Еврейского агентства, занимавшемся преимущественно налаживанием внешнеполитических связей. В 1947 году был включён в состав комитета по планированию полицейских служб будущего еврейского государства, где работал под руководством Иехезкеля Сахара (Сахарова). После провозглашения независимости Израиля Сахар стал первым генеральным инспектором полиции, а Нахмиас занял пост его заместителя. Оставался в этой должности до 1954 года, после чего ушёл в отставку и был вначале назначен заместителем генерального директора министерства обороны, а затем направлен во Францию в качестве руководителя израильской военной делегации.
По возвращении в Израиль в 1957 году занял пост заместителя генерального директора МИД Израиля. 1 июня 1958 года сменил Сахара в должности генерального инспектора полиции, которую затем продолжал занимать до 1964 года. В период, когда он возглавлял полицию, её вмешательства потребовали такие события, как волнения в хайфском районе Вади-Салиб, демонстрации «Хлеба и работы», уличные беспорядки, сопровождавшие процесс Эйхмана, а также похищение Йоселе Шумахера. В годы руководства полицией Нахмиас провёл в этом ведомстве ряд преобразований, направленных на повышение его эффективности и известных как «реформы Нахмиаса». В частности были разделены штаб полиции Израиля и её оперативное управление, количество полицейских округов сокращено с пяти до трёх, а пограничная полиция (МАГАВ) получила статус отдельного соединения, подчиняющегося напрямую генеральному инспектору.

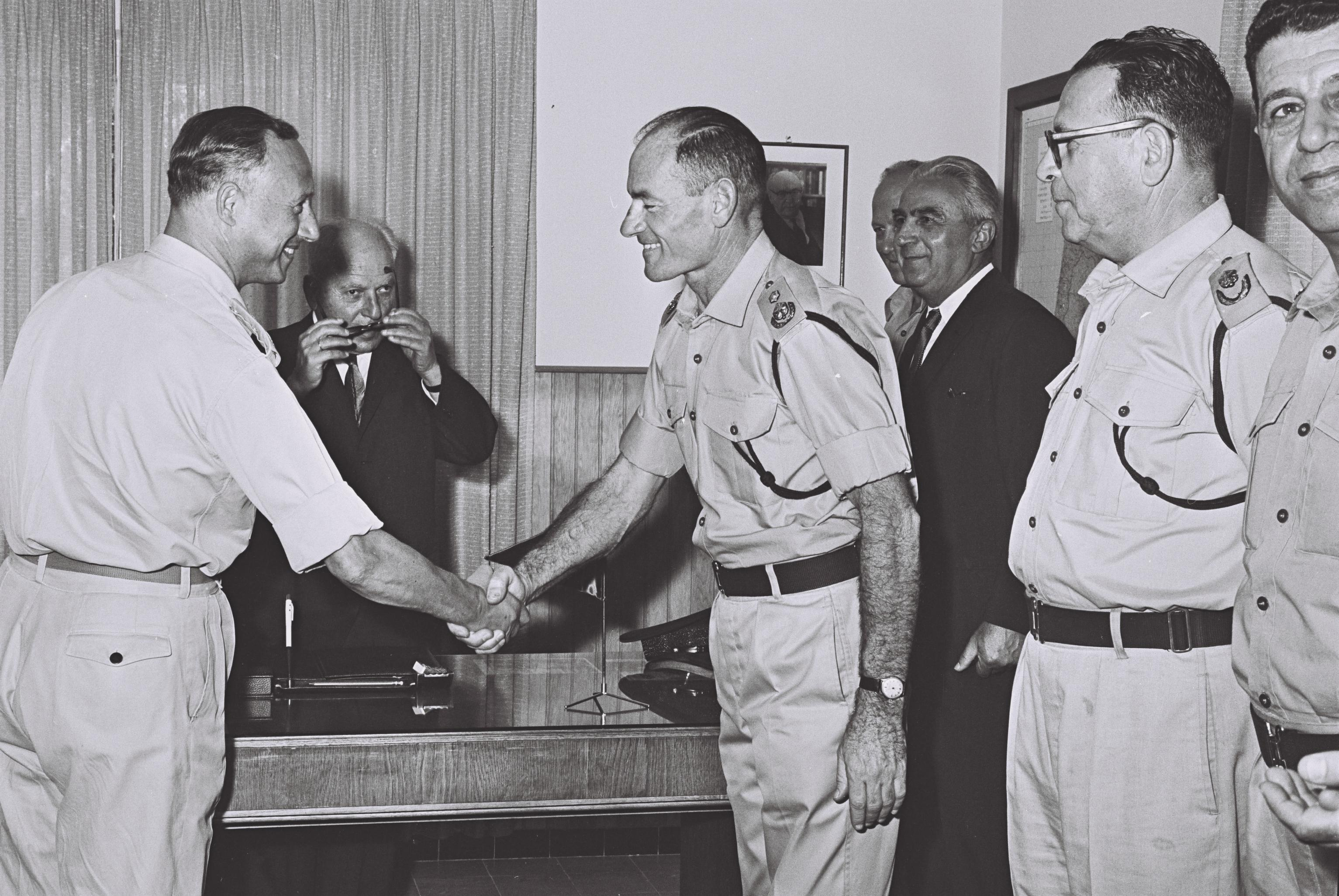
Нахмиас (слева) передаёт пост генерального инспектора полиции Пинхасу Копелю, 1964 год

После ухода в отставку с поста генерального инспектора Нахмиас был направлен послом в Бразилию. По завершении работы в Бразилии расстался с государственной службой и перешёл в частный сектор, где занимал руководящие посты в банковских кругах, в частности, должность генерального директора Израильского арабского банка и заместителя генерального директора Первого международного банка Израиля. Скончался в январе 2008 года в возрасте 96 лет, оставив после себя жену Иехудит, двух сыновей и дочь.